# 米科拉·塞梅纳

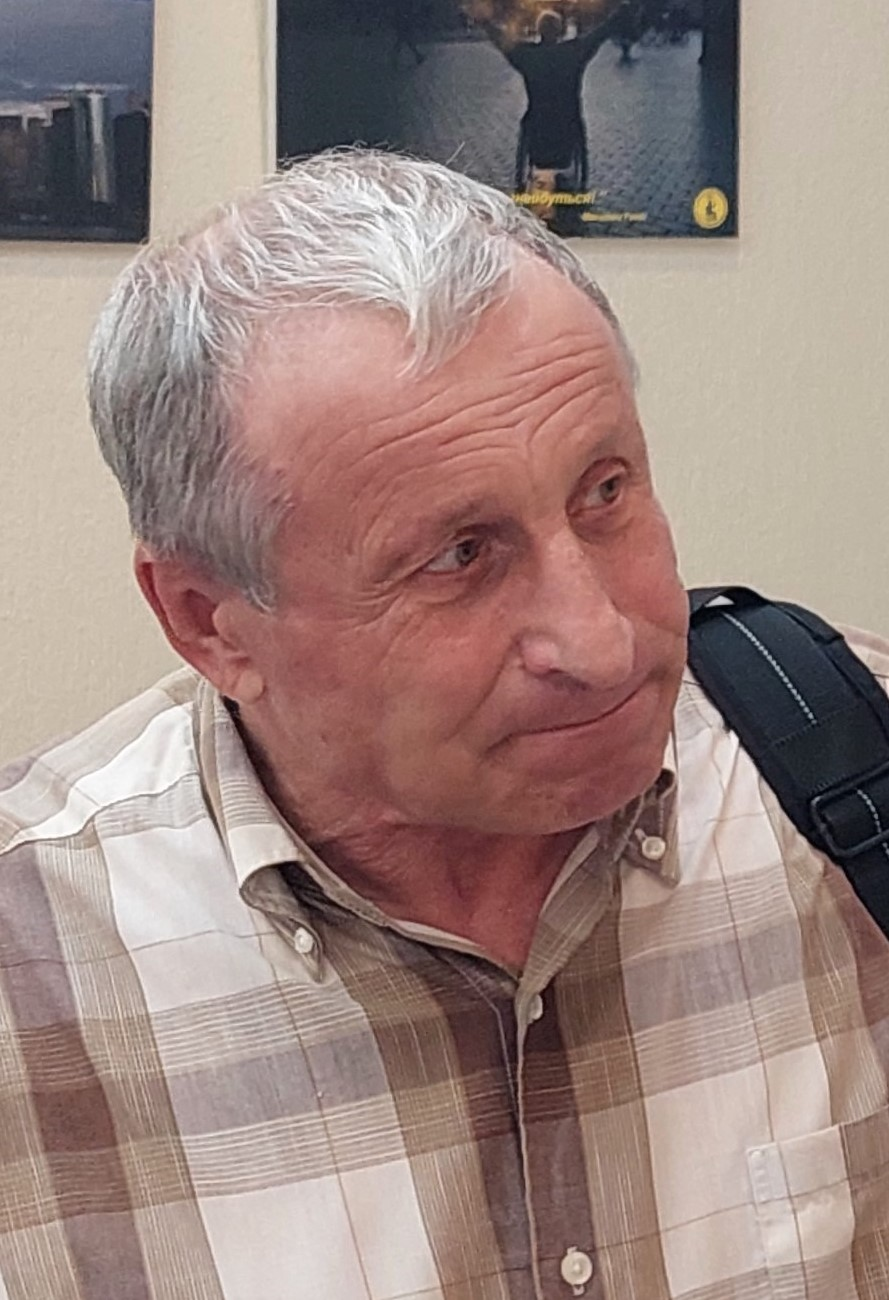
梅科拉·塞梅纳，攝於2021年

米科拉·米哈伊洛維奇·塞梅纳（羅馬化：Mykola Mykhailovych Semena；1950年5月14日—），乌克兰记者，曾在2010年代中期为自由欧洲电台工作。
2016年，他在克里米亚被俄罗斯当局逮捕，并于次年受审。他被认定犯有分裂主义罪，并被禁止从事记者工作。